# Episymploce sundaica
Episymploce sundaica es una especie de cucaracha del género Episymploce, familia Ectobiidae.

## Distribución
Esta especie se encuentra en Japón, Vietnam, Borneo, Filipinas, Sumatra, Indonesia y Papúa Nueva Guinea.